# Яблуневе (селище)
Яблуне́ве — селище в Україні, у Калинівській міській громаді Хмільницького району Вінницької області. Населення становить 117 осіб.

## Історія
Указом Президії Верховної Ради Української РСР від 1 грудня 1986 року присвоєно найменування поселенню бригади № 2 Уладово-Люлинецької дослідно-селекційної станції (Калинівський район) — селище Яблуневе.
12 червня 2020 року, відповідно до Розпорядження Кабінету Міністрів України № 707-р, «Про визначення адміністративних центрів та затвердження територій територіальних громад Вінницької області», увійшло до складу Калинівської міської громади.
19 липня 2020 року, в результаті адміністративно-територіальної реформи і ліквідації Калинівського району, село увійшло до складу новоутвореного Хмільницького району.